# Suad Belakehal
Suad Belakehal –en árabe, سعاد بلكحل– (nacida el 23 de marzo de 1992) es una deportista argelina que compite en judo. Ganó una medalla en los Juegos Panafricanos de 2015, y seis medallas en el Campeonato Africano de Judo de 2014 entre los años 2014 y 2022.

## Palmarés internacional
| Juegos Panafricanos | Juegos Panafricanos               | Juegos Panafricanos | Juegos Panafricanos |
| Año                 | Lugar                             | Medalla             | Categoría           |
| ------------------- | --------------------------------- | ------------------- | ------------------- |
| 2015                | Brazzaville (República del Congo) | Medalla de plata    | –63 kg              |
| Campeonato Africano |                                   |                     |                     |
| Año                 | Lugar                             | Medalla             | Categoría           |
| 2014                | Puerto Louis (Mauricio)           | Medalla de plata    | –63 kg              |
| 2017                | Antananarivo (Madagascar)         | Medalla de bronce   | –70 kg              |
| 2018                | Túnez (Túnez)                     | Medalla de plata    | –70 kg              |
| 2019                | Ciudad del Cabo (Sudáfrica)       | Medalla de plata    | –70 kg              |
| 2021                | Dakar (Senegal)                   | Medalla de bronce   | –70 kg              |
| 2022                | Orán (Argelia)                    | Medalla de plata    | –70 kg              |